# Sudoeste da Austrália Ocidental

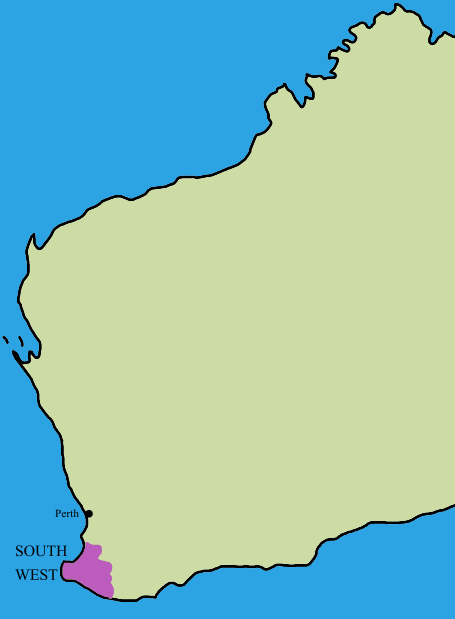
Localização da Região sudoeste da Austrália Ocidental

A Região sudoeste é uma das nove regiões da Austrália Ocidental.  É assim chamado porque está localizado no canto sudoeste de Austrália Ocidental.  A região sudoeste tem uma área de 23.970 km², e uma população de cerca de 123 mil pessoas.

## Clima
O Sudoeste tem um clima mediterrâneo, com verões secos e invernos úmidos.  Cerca de 900mm de chuva cai por ano, com quase tudo caindo entre maio e setembro.  As temperaturas diárias máximas médias variam de 16 °C (61 °F) em julho para 34 °C (93 °F) em fevereiro.

## Economia
A economia do Sudoeste é muito diversificada. É um dos principais produtores mundiais de alumina e areias minerais, e também tem indústrias substanciais agricultura, madeira e viticultura. É o destino turístico mais popular da Austrália Ocidental fora Perth.

## Divisões do governo local
A região do Sudoeste consiste nas seguintes áreas do governo local:
- Augusta-Margaret River
- Boyup Brook
- Bridgetown-Greenbushes
- Bunbury
- Busselton
- Capel
- Collie
- Dardanup
- Donnybrook-Balingup
- Harvey
- Manjimup
- Nannup

## Mapa
- Austrália Ocidental. Departamento de Administração de Terras. Filial de Serviços cartográficos. (2004) South West Corner/Austrália Ocidental  Perth, W.A.. Scale 1:150 000 ; (E 114°58'--E 115°40'/S 033°27'--S 034°25')  Também conhecido como StreetSmart Touring Map - com localidades em Augusta, Busselton, Dunsborough e Margaret River no título ISBN 0-7309-2907-8